# Kingsman: Secret Service
Kingsman: Secret Service (Kingsman: The Secret Service) è un film del 2015, diretto da Matthew Vaughn.
Liberamente tratta dalla miniserie a fumetti The Secret Service (2012-2013) scritta da Mark Millar e illustrata da Dave Gibbons, è il primo capitolo del franchise di Kingsman, e ha come protagonisti Taron Egerton, Colin Firth, Samuel L. Jackson, Sofia Boutella, Mark Strong e Michael Caine.

## Trama
Nel 1997, durante una missione in Medio Oriente, l'agente segreto Harry Hart, nome in codice Galahad, vede morire il suo giovane protetto Lee Unwin a causa di un proprio errore. Tornato in Inghilterra, consegna personalmente una medaglia d'onore alla vedova e all'orfano, dicendo loro di chiamare il numero inciso sul retro della medaglia se, un giorno, dovessero avere bisogno di aiuto.
Diciassette anni dopo, l'agente Lancillotto viene ucciso da Gazelle, assassina con micidiali protesi al posto delle gambe, mentre tenta di salvare il professor Arnold, rapito da sconosciuti. Il mandante segreto del rapimento, e capo di Gazelle, è Richmond Valentine, un eccentrico miliardario ecologista, genio dell'informatica. Arnold è solo l'ultimo di una serie di VIP e capi di stato di tutto il mondo, tra cui anche il presidente degli Stati Uniti, che Valentine incontra in segreto per esporre un misterioso piano e poi rapisce.
Nel frattempo, il figlio di Unwin, l'ormai adolescente Gary "Eggsy", vive in un quartiere povero di Londra con la piccola sorellastra, la madre alcolizzata e un patrigno violento. Nonostante sia dotato e intelligente, Eggsy ha abbandonato i Royal Marines e vive una vita da disoccupato senza alcuna ambizione. Dopo essere stato arrestato per un furto d'auto, decide di chiedere aiuto chiamando il numero inciso sul retro della medaglia di Harry Hart. Viene immediatamente liberato e, appena uscito dalla stazione di polizia, incontra Hart, che gli rivela l'esistenza della Kingsman, un'agenzia indipendente di servizi segreti, fondata nel 1919. Tutti gli agenti portano nomi dei Cavalieri della Tavola Rotonda, perché un Kingsman deve incarnare i modi e lo spirito di un moderno cavaliere. Intravedendo del potenziale, Harry invita Eggsy a partecipare alle selezioni per diventare il nuovo agente Lancillotto. La sua scelta incontra la disapprovazione classista di Artù, capo dei Kingsman, e degli altri candidati, tutti rampolli di alta estrazione sociale capeggiati dal candidato di Artù, Charlie. Nel frattempo, Harry si reca ad interrogare il professor Arnold, tornato in circolazione. Tuttavia, un chip sottocutaneo innestato nella nuca del professore gli fa esplodere la testa, mentre Hart entra in coma dopo essere stato ferito in uno scontro a fuoco con gli uomini di Valentine.
Nei mesi seguenti, le prove di selezione organizzate dall'agente tecnico Merlino eliminano i candidati uno dopo l'altro, lasciando solo Eggsy, Charlie, e Roxy, l'unica ragazza rimasta (e unica a aver fatto amicizia con Eggsy). Un'ultima prova di lealtà estrema elimina anche Charlie. Ripresosi dal coma, Harry si reca sotto falsa identità ad interrogare Valentine, salito agli onori delle cronache per aver distribuito gratuitamente a chiunque SIM card che offrono Internet e telecomunicazioni illimitate gratuitamente. Intanto, alla Kingsman, Eggsy fallisce l'ultimo test: sparare al cane assegnatogli durante l'addestramento, così Roxy diventa il nuovo Lancillotto. Eggsy ruba l'auto di Artù e scappa, deciso a tornare alla sua vecchia vita. Tuttavia, Harry lo recupera e si dichiara molto deluso da lui: gli rivela che tutte le morti avvenute durante le prove erano simulate, e che la pistola con la quale avrebbe dovuto sparare al suo cane era caricata a salve.
Promettendo a Eggsy di sistemare tutto al suo ritorno, Harry segue gli indizi raccolti su Valentine fino a un meeting di un gruppo fondamentalista cristiano dove, a sua insaputa, Valentine e Gazelle stanno conducendo un esperimento. Con un comando a distanza vengono attivate le SIM card, scatenando una furia omicida nei partecipanti, Hart incluso. Sotto gli sguardi dei Kingsman (che assistono alla scena attraverso una telecamera posta negli occhiali di Harry) e dei due antagonisti, si consuma una carneficina, in cui l'agente segreto è l'unico sopravvissuto. Sconvolto da quanto successo, Hart affronta Valentine, il quale gli spiega di voler trasmettere lo stesso segnale globalmente, attraverso satelliti artificiali, in modo da ridurre il problema della sovrappopolazione in quanto vede l'umanità come un virus che sta provocando il riscaldamento del globo come reazione del pianeta come se fosse una febbre e che per lui c'è un solo modo per salvare la popolazione ossia ridurla drasticamente facendo allo stesso tempo una selezione di uomini adatti a riscostruire il pianeta, lasciando in vita solo i capi di stato e i VIP ovvero tutti i ricchi del pianeta che si sono schierati dalla sua parte mentre la gran parte dei poveri del mondo rimarranno uccisi per effetto delle sue SIM card che indurranno chi le ha nel proprio cellulare a uccidersi tra loro con atti di rabbia e furia omicida incontrollata. Dopo aver rivelato il suo piano, Valentine uccide Hart.
Deciso a vendicare il suo mentore, Eggsy torna al quartier generale della Kingsman, ma scopre che anche Artù è coinvolto nel piano di Valentine (notando la cucitura del chip sotto la pelle). L'uomo rivela di essersi schierato con Valentine dopo essersi fatto convincere dalle sue deliranti affermazioni su come poter salvare il pianeta dalla sovrappolazione. Egsy però afferma che non è giusto che solo chi è ricco debba sopravvivere perché anche chi è povero avrebbe diritto a sopravvivere. Artù decide però di dare a Egsy una possibilità per dimostrare che anche lui pur essendo nato povero avrebbe diritto a tale possibilità e gli offre la possibilità di sopravvivere unendosi a Valentine ma il ragazzo rifiuta e con uno stratagemma elimina Artù, scambiando i bicchieri e facendogli bere quello avvelenato, dopo aver convinto Merlino e Roxy della sua lealtà, organizzano il contrattacco: mentre la ragazza distruggerà la catena tra i satelliti salendo fino alla stratosfera tramite palloni meteorologici, Eggsy e Merlino si introdurranno nella base segreta di Valentine. 
Qui Eggsy viene riconosciuto da Charlie, la cui famiglia è tra le prescelte del miliardario, che stordisce con un anello elettrificato, mentre Valentine avvia il conto alla rovescia per la trasmissione del segnale. Merlino riesce a introdursi nel computer di Valentine e ad attivare l'autodistruzione dei chip impiantati nei suoi invitati, complici e soldati, facendo loro esplodere la testa, in quanto lui e Eggsy sono ormai alle strette. Furioso, Valentine riesce a contattare un'altra persona per usare un suo satellite e completare il piano, scatenando il finimondo sul pianeta. In un disperato duello finale, Eggsy elimina Gazelle, avvelenandola con una lama avvelenata e trafigge a morte Valentine con una delle protesi della ragazza, interrompendo il segnale.
Tempo dopo, Eggsy, ormai Kingsman a tutti gli effetti, si reca dalla madre per annunciarle di essersi procurato un lavoro e una nuova casa dove, insieme, potranno iniziare una vita migliore. Quando il patrigno e i suoi compari cercano di impedirglielo, Eggsy cita il motto di Harry, «I modi definiscono l'uomo», prima di metterli fuori combattimento.

## Produzione

### Sviluppo
Il progetto nacque da una discussione al bar tra Mark Millar e Matthew Vaughn, in cui entrambi si lamentavano del fatto che i film di spionaggio fossero diventati "troppo seri" e progettavano di realizzarne "uno divertente come i vecchi film di Bond". Millar sviluppò poi l'idea nella sua miniserie a fumetti The Secret Service, illustrata da Dave Gibbons ed edita da Millarworld tra il 2012 e il 2013.
Nel frattempo, Vaughn era impegnato nella stesura del trattamento di X-Men - Giorni di un futuro passato, sequel di X-Men - L'inizio che aveva diretto nel 2011. Durante il processo di scrittura, ispirato dalla lettura della miniserie di Millar, finì anche per scrivere assieme alla sua abituale collaboratrice Jane Goldman la sceneggiatura dell'adattamento cinematografico di The Secret Service, che sottopose alla 20th Century Fox, per la quale stava già sviluppando  X-Men Giorni di un futuro passato. Vista la concomitanza tra i due propri progetti, la Fox ha dato a Vaughn la possibilità di decidere a quale dei due film dedicarsi. Il regista ha preferito infine Kingsman, abbandonando il ruolo di regista di  X-Men ,Giorni di un futuro passato nell'ottobre 2012.
Vaughn ha definito la scelta come "la decisione più folle della mia vita, rinunciare a un gorilla da 800 milioni per fare Kingsman. Ma Kingsman riflette di più la mia personalità". Ha dichiarato anche che lo ha aiutato a prendere una decisione il fatto che "prima o poi qualcuno si sarebbe svegliato e avrebbe fatto un film di spionaggio divertente. E a quel punto avrei scritto una sceneggiatura fantastica che nessuno vorrebbe più fare".

### Pre-produzione
La Fox ha annunciato la realizzazione del film nel maggio 2013, con Vaughn alla regia. Il budget del film è stato di 94 milioni di dollari, 81 senza contare il marketing e la promozione.

#### Cast

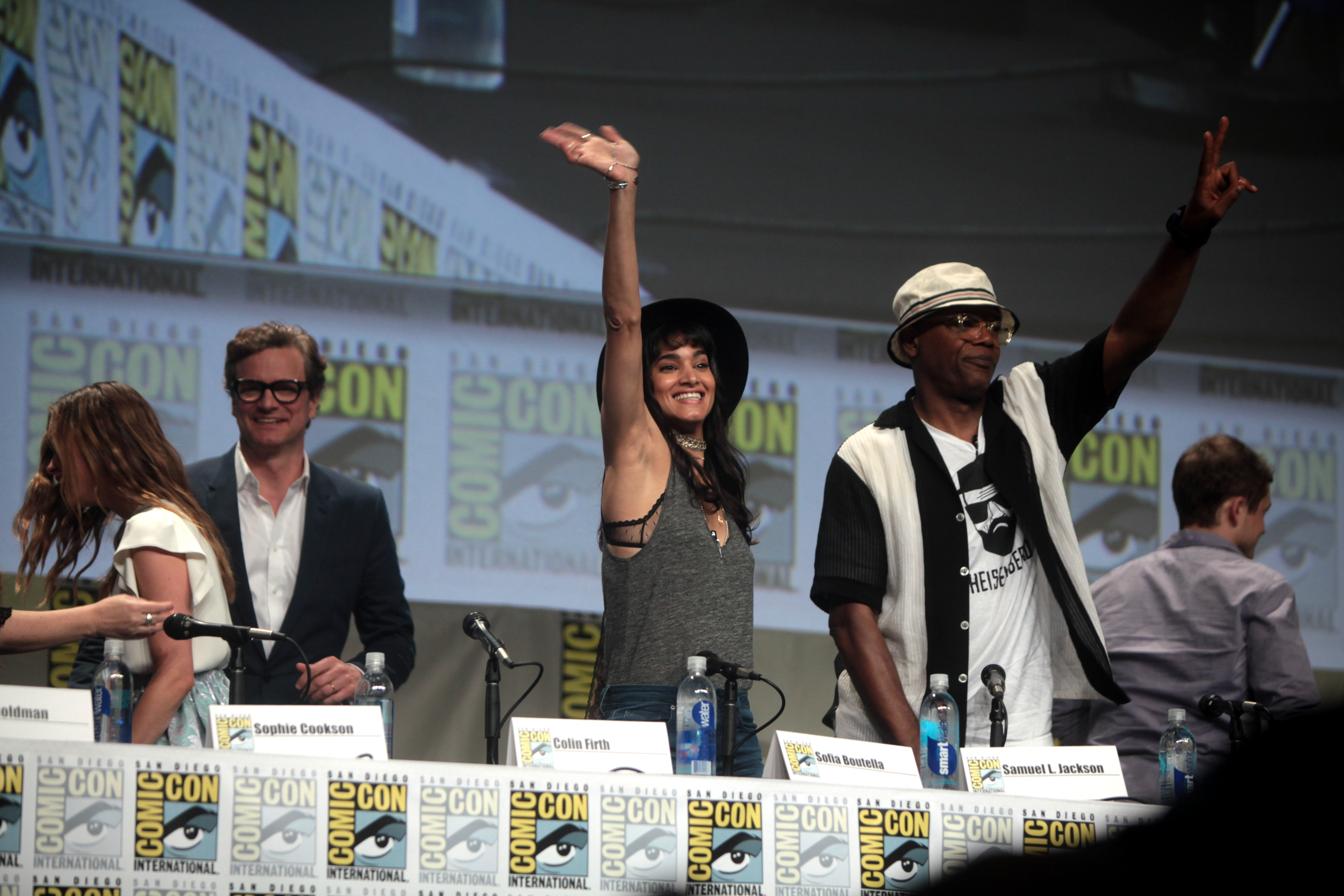
Il cast del film al San Diego Comic-Con International del 2014.

Colin Firth è stato il primo attore a unirsi al cast, il 29 aprile 2013. Firth si è allenato per tre mesi al fine di essere in forma per il ruolo. A giugno, alcune fonti hanno riportato delle trattative tra Leonardo DiCaprio e lo studio per il ruolo del cattivo, fatto successivamente smentito da Vaughn. Per il ruolo dell'antagonista, Vaughn ha scelto invece Samuel L. Jackson, in quanto voleva sovvertire lo stereotipo dei film americani con antagonisti inglesi. Jackson ha accettato il ruolo in quanto fan dei film di James Bond, di cui aveva sempre sognato di essere nel cast. Il suo personaggio è stato modellato su di quello dell'imprenditore Russell Simmons, in particolare per quanto riguarda il look e il sigmatismo di cui è affetto, per il quale Jackson si è ispirato alla balbuzie di cui soffriva da piccolo.
A settembre, Sophie Cookson ha ottenuto il ruolo da co-protagonista femminile, superando altre ben più note attrici in lizza per la parte come Emma Watson e Bella Heathcote. Il casting di Mark Hamill nel ruolo di un professore universitario che viene rapito dall'organizzazione criminale nemica all'inizio del film è un inside joke riferito al fumetto originale, in cui a venir rapito dal cattivo è Mark Hamill stesso. Il 30 ottobre 2013, Sofia Boutella si è unita al cast nel ruolo dell'antagonista femminile.

### Riprese
Le riprese sono cominciate il 6 ottobre 2013 a Deepcut, nella contea di Surrey.
Numerose scene sono state girate a Londra, nei borghi di Camden, Kensington e Chelsea. Il complesso abitativo di Alexandra Road, a Camden, già apparso in film come 28 giorni dopo, è stato utilizzato come location della casa di Eggsy. Diversi edifici in Savile Row nel quartiere di Mayfair, come la sartoria Huntsman e il negozio di cappelli James Lock & Co., sono stati utilizzati per ricreare esterni e interni della sartoria dei Kingsman. Le scene ambientate nel pub sono state girate al Black Prince Pub nel quartiere di Kensington. Le scene riguardanti l'incontro tra Hart e il professor Arnold sono state girate all'Imperial College London.

### Post-produzione
La Jellyfish Productions ha lavorato agli effetti speciali del film; tra le sequenze più complesse che ha realizzato c'è un flashback in cui compare un Michael Caine ringiovanito di quarant'anni, scena esclusa dal montaggio finale.

## Colonna sonora
La colonna sonora del film è stata composta da Henry Jackman e Matthew Margeson, alla loro terza collaborazione con il regista. Gary Barlow ha scritto appositamente per il film il brano Get Ready for It, presente durante i titoli di coda ed eseguito da Barlow e dal suo gruppo, i Take That.

### Tracce
1. Manners Maketh Man – 1:38
2. The Medallion – 2:14
3. Valentine – 2:25
4. To Become a Kingsman – 4:19
5. Pick a Puppy – 2:13
6. Drinks with Valentine – 2:40
7. Skydiving – 3:37
8. Shame We Had to Grow Up – 1:56
9. Kentucky Christians – 2:37
10. Curious Scars and Implants – 3:09
11. Toast to a Kingsman – 1:56
12. An 1815 Napoleonic Brandy – 4:23
13. Eat, Drink, and Paaaaarty – 1:54
14. Calculated Infiltration – 7:54
15. Out of Options – 1:48
16. Hand on the Machine – 2:22
17. Finale – 3:56
18. Original Valentine Ideas (Demo Suite) – 6:25

Durata totale: 57:26
Tra gli altri brani presenti nel film, ma non inclusi nella colonna sonora figurano: Money for Nothing dei Dire Straits, Bonkers di Dizzee Rascal, Feel the Love di Rudimental e John Newman, Free Bird dei Lynyrd Skynyrd, Pomp and Circumstance di Sir Edward Elgar, Give It Up dei KC and the Sunshine Band, Slave to Love di Bryan Ferry e Heavy Crown di Iggy Azalea ed Ellie Goulding.

## Promozione
Per promuovere il film, lo stilista Mr Porter e la costumista del film Arianne Phillips hanno creato una linea di 60 abiti su misura ispirati al film, oltre ad altri capi come ombrelli, orologi da polso e scarpe eleganti firmati Cutler and Gross, George Cleverley, Mackintosh e Bremont; ciò ha reso il film il primo in cui ogni capo d'abbigliamento presente nel film può essere acquistato.
Il 27 marzo 2014 sono state mostrate alcune scene in anteprima al CinemaCon di Las Vegas. Il primo trailer del film è stato diffuso il 20 maggio 2014, insieme al primo poster. Il trailer in italiano è stato diffuso il 16 giugno. Il secondo trailer è stato diffuso il 26 novembre su Empire Online, assieme a quattro poster del film che citavano quello di Solo per i tuoi occhi. Un terzo trailer, vietato ai minori, è stato diffuso il 10 dicembre 2014.

## Distribuzione
Il film è stato presentato in anteprima il 13 dicembre 2014 al Butt-Numb-A-Thon Film Festival, e il 27 gennaio 2015 al Sundance Film Festival. L'anteprima britannica si è tenuta il 14 gennaio a Londra, con la presenza di Vaughn, Firth, Egerton, Strong, e i Take That a suonare la loro canzone del film dal vivo.
Nel Regno Unito, il film è stato distribuito dal 29 gennaio 2015 da 20th Century Fox. Negli Stati Uniti, la pellicola era inizialmente programmata per il 14 novembre 2014, per poi essere posticipata al 6 marzo 2015. Dopo essere stata anticipata al 24 ottobre 2014, la data di uscita è infine slittata al 13 febbraio 2015. Il film è stato distribuito anche in IMAX.
È uscito il 25 febbraio 2015 nelle sale italiane.

### Censura
In Cina e in gran parte dell'America Latina e dell'Indonesia la scena del massacro in chiesa è stata completamente rimossa dalla versione destinata alle sale cinematografiche.

## Accoglienza

### Incassi
Kingsman: The Secret Service ha incassato 128,3 milioni di dollari in Nord America, 24,2 nel Regno Unito e 259,9 nel resto del mondo, per un totale di 412,4 milioni di dollari, a fronte di un budget di 94 milioni.
Le previsioni di incasso per il weekend di apertura statunitense erano di 28 milioni di dollari. Il film ha esordito in 3.204 sale, incassando 10,4 milioni il primo giorno, 15,4 il secondo e 10,4 il terzo, per un totale di 36,2 milioni di dollari, terminando in seconda posizione dietro a Cinquanta sfumature di grigio. Durante il Presidents' Day, ha incassato 41,8 milioni di dollari.
Nel suo weekend di apertura in Regno Unito, il film ha incassato 6,5 milioni, finendo al secondo posto dietro Big Hero 6. In Australia e Nuova Zelanda, il film ha debuttato in prima posizione, incassando 3,6 milioni il primo giorno. Nel suo terzo weekend, ha incassato 23 milioni in 39 paesi, dominando il box office di Singapore, Hong Kong e Thailandia, venendo sorpassato negli altri casi da Cinquanta sfumature di grigio. Nel quarto weekend, è stato distribuito in 54 paesi, incassando 33,4 milioni. Il miglior debutto del film fuori dal continente nordamericano è stato in Cina, dove ha incassato 27,9 milioni. Altri notevoli debutti si sono registrati in Corea del Sud (5,3 milioni), Russia (3,6 milioni), Taiwan (3,4 milioni), e Francia (3,3 milioni).

### Critica
Kingsman: Secret Service è stato accolto positivamente dalla critica, che ne ha lodato la comicità, le scene d'azione, la sceneggiatura e i riferimenti ai classici film di spionaggio, mentre è stata oggetto di non poche critiche la violenza presente nella pellicola.
Su Rotten Tomatoes, il film ottiene una percentuale del 75% di recensioni professionali positive, basata su 267 critiche con un voto medio di 6,8 su 10, descrivendolo come "elegante, sovversivo e - soprattutto - divertente". Su Metacritic, il film ha un punteggio di 60 su 100, basato su 50 recensioni, a indicare "giudizi misti". Su Movie Review Query Engine, ha un punteggio di 63 su 100, basato su 108 recensioni.
Peter Travers di Rolling Stone dà al film una recensione positiva e scrive: "Questo pirotecnico film d'azione su degli agenti segreti britannici è un cocktail agitato, non mescolato di follia [...] anche quando smette di avere senso, Kingsman continua a regalare divertimento sfrenato". Jordan Hoffman, scrivendo per The Guardian, ne apprezza le citazioni a 007 e nota che "nonostante l'austera presenza di Michael Caine, il tono di Kingsman è quanto di più lontano da quello del Christopher Nolan supereroistico che possiate immaginare. Il realismo è presto abbandonato in favore della risata". Manohla Dargis del New York Times ha apprezzato il film, ma ne ha criticato l'uso della violenza come comicità. Peter Sobczynski di rogerebert.com assegna al film due stelle su quattro, definendo il film "lo Scream dei film di spionaggio", ma criticando l'utilizzo della violenza nel film, ritenuto eccessivo.
Ancora più critico è Jason Ward di The Guardian, che scrive: "Ogni cosa in Kingsman esiste per il solo motivo di mascherare la sua natura conservatrice", criticando inoltre la scelta di paragonare la teoria ecologista di Valentine con gli "assurdi piani dei cattivi di James Bond, così da ridicolizzare ancora una volta gli ambientalisti". Similmente, secondo Ignatiy Vishnevetsky di The A.V. Club, "Kingsman è in realtà ben più reazionario dei vecchi film che cita".
Il film è stato oggetto di alcune critiche riguardanti la presunta misoginia della scena finale, in cui Eggsy, dopo aver ucciso Valentine, si reca dalla principessa svedese (che gli aveva promesso sesso anale nel caso fosse riuscito a salvare il mondo) a "riscuotere" la sua ricompensa; il regista ha difeso la scena definendola un citazione-parodia delle allusioni sessuali presenti in diversi film di James Bond, come Moonraker - Operazione spazio o La spia che mi amava, e che essa andava intesa solamente come una battuta in linea con lo spirito "eccessivo e divertente [del film] [...] [anziché] in senso offensivo o misogino".

## Riconoscimenti
- 2015 - Empire Awards[70]
  - Miglior film britannico
  - Miglior debutto maschile a Taron Egerton
  - Candidatura per il miglior thriller
  - Candidatura per il miglior debutto femminile a Sophie Cookson
- 2015 - Teen Choice Awards[71]
  - Candidatura per il miglior film d'azione
  - Candidatura per la miglior stella emergente in un film a Taron Egerton
- 2016 - MTV Movie Awards[72]
  - Candidatura per il miglior cattivo a Samuel L. Jackson
- 2016 - Saturn Awards[73]
  - Candidatura per la migliore trasposizione da fumetto a film a Matthew Vaughn e Jane Goldman
  - Candidatura per il miglior attore a Taron Egerton
  - Candidatura per la miglior sceneggiatura a Matthew Vaughn e Jane Goldman
  - Candidatura per i migliori costumi ad Arianne Phillips
  - Candidatura per il miglior montaggio a Eddie Hamilton e Jon Harris

## Sequel, prequel e universo condiviso

### Sequel
Un sequel, Kingsman - Il cerchio d'oro (Kingsman: The Golden Circle), diretto da Matthew Vaughn e scritto da Vaughn e Jane Goldman, è uscito il 22 settembre 2017 negli USA e nel Regno Unito. Nel sequel, i Kingsman uniscono le forze con gli Statesman, la loro controparte statunitense, per fronteggiare la minaccia comportata da un nuovo cattivo. Colin Firth, Taron Egerton, Mark Strong, Sophie Cookson ed Edward Holcroft riprenderanno i loro ruoli, mentre si aggiungeranno al cast Julianne Moore, Halle Berry, Pedro Pascal, Channing Tatum, Elton John, Jeff Bridges e Vinnie Jones.

### Prequel
Un prequel, intitolato The King's Man - Le origini, diretto sempre da Matthew Vaughn, è stato distribuito nelle sale cinematografiche nel gennaio 2022.

### Universo condiviso
Nel 2024 Matthew Vaughn ha diretto Argylle - La super spia, film ambientato nello stesso universo dei film di Kingsman.